# Jalgpalliklubi Dünamo Tallinn
Lo Jalgpalliklubi Dünamo Tallinn, comunemente noto come Dünamo Tallinn oppure Dinamo Tallinn, è una società calcistica di Tallinn, in Estonia, attiva dal 1992 al 2021 nel campionato di calcio estone.

## Storia

### Epoca sovietica
Fondato nel 1940, vinse dieci campionati estoni quando la competizione era un livello regionale del Campionato sovietico di calcio: i primi sei tra il 1945 e il 1954, gli altri quattro tra 1978 e 1983. Tra questi due periodi partecipò alla seconda serie sovietica in tredici occasioni tra il 1948 e il 1968, e alla terza serie nel 1963. Fu l'unica squadra estone insieme al Kalev Tallinn a disputare le serie nazionali del campionato sovietico.
Ha inoltre preso parte a tredici edizione della Coppa dell'Unione Sovietica, tra il 1949 e il 1968, ottenendo come migliore risultato gli ottavi di finale nell'edizione del 1963, quando venne eliminato dal Moldova Kishinev.

### Epoca estone
Con la rinascita dell'Estonia la Dünamo Tallinn ha partecipato ai primi tre campionati di Meistriliiga per poi retrocedere al termine della terza stagione; vinse l'Esiliiga nelle stagioni 1994-95 e 1996-97, ma non ottenne comunque la promozione: nel primo caso non vinse il girone promozione/retrocessione, nel secondo non venne neppure ammessa al girone per problemi finanziari. Due anni più tardi retrocesse in II Liiga.
Riconquistò un posto in Esiliiga nel 2000, quando fu nuovamente retrocessa, e nel 2004, anno in cui si piazzò al quarto posto e ottenne la promozione in Meistriliiga dopo la rinuncia del Tervis Pärnu alla partecipazione in massima serie.
Il ritorno in Meistriliiga durò solo per la stagione 2005, infatti la squadra terminò all'ultimo posto. L'anno seguente andò incontro ad una nuova retrocessione che relegò la squadra in II Liiga.
Dopo sei stagioni, nel 2013 la Dünamo Tallinn è ammessa al nuovo campionato di Esiliiga B, in cui si classifica ottava; sconfitta ai play-out è scesa in II Liiga, dove ha trascorso quattro stagioni fino al 2018, quando rinuncia alla categoria iscrivendosi in III Liiga. Inserito nel girone nord, arriva 9º nel 2018, 10° nel 2019 e 8° nel 2020.
Nel 2021 si classifica all'ultimo posto e retrocede in IV Liiga, alla quale però non prende parte l'anno successivo. Da allora il club è inattivo.

## Palmarès

### Competizioni nazionali
- Campionato della repubblica sovietica estone: 10

1945, 1947, 1949, 1950, 1953, 1954, 1978, 1980, 1981, 1983
- Esiliiga: 2

1994-1995, 1996-1997
- II Liiga: 2

1999, 2003

### Altri piazzamenti
- Campionato della repubblica sovietica estone:

Secondo posto: 1951, 1979
Terzo posto: 1977, 1984
- Coppa di Estonia:

Semifinalista: 1993-1994

## Statistiche

### Partecipazione ai campionati
Le statistiche comprendono le stagioni a partire dal 1992, anno della fondazione del campionato estone.
| Livello | Categoria    | Partecipazioni | Debutto | Ultima stagione | Totale |
| ------- | ------------ | -------------- | ------- | --------------- | ------ |
| 1º      | Meistriliiga | 4              | 1992    | 2005            | 4      |
| 2º      | Esiliiga     | 7              | 1994-95 | 2006            | 7      |
| 3º      | II Liiga     | 10             | 1998    | 2012            | 11     |
| 3º      | Esiliiga B   | 1              | 2013    | 2013            | 11     |
| 4º      | III Liiga    | 1              | 2002    | 2002            | 5      |
| 4º      | II Liiga     | 4              | 2014    | 2017            | 5      |
| 5º      | III Liiga    | 4              | 2018    | 2021            | 4      |